# Termotecnica
La termotecnica è una scienza applicata, a partire dalla fisica tecnica, che si occupa delle applicazioni dell'energia termica riguardanti la generazione, la trasformazione e l'utilizzo del calore.

## Branche
Branche specifiche della termotecnica sono: la tecnica della combustione, la termocinetica, la termodinamica tecnica, la tecnica del freddo, la climatizzazione degli ambienti e le misure termiche.

### Climatizzazione degli ambienti
La climatizzazione degli ambienti si occupa di studiare i sistemi fisico-meccanici utilizzati per garantire la temperatura, l'umidità e il ricambio dell'aria che ottimizzano il benessere delle persone all'interno di uno spazio chiuso, tipicamente un fabbricato o un bene immobile, oppure le condizioni di conservazione di prodotti deperibili in un magazzino o nel vano di un mezzo di trasporto. È quindi lo studio e la progettazione di impianti di riscaldamento, raffreddamento, condizionamento, ventilazione, climatizzazione e refrigerazione. Importante sempre più in questo ambito è il concetto di efficienza energetica.
Esempi tipici di impianti di climatizzazione sono:
- radiatore:
  - tradizionale
  - modul
  - monotubo
- ventilconvettori (chiamati anche fan coil)
- pannelli radianti a: 
  - pavimento
  - soffitto
  - parete

Negli ultimi anni si sono sviluppate delle tecnologie per climatizzare tramite gli impianti radianti (caldo e freddo con gli stessi pannelli).
- impianti acqua-aria: 
  - canali tramite UTA (unità trattamento aria)
  - canali tramite CTA (centrali trattamento aria)
- impianti splittabili ad aria: 
  - split semplice (mono-dual-trial)
  - VRV o VRF (una macchina esterna e fino a 20 macchine interne indipendenti)

Gli impianti di climatizzazione sono oggetto di una sempre più ricca normazione, principalmente di fonte comunitaria, finalizzata all'abbattimento dei rischi e dell'inquinamento; installazioni ed adeguamenti sono oggi sottoposti all'obbligo di presentazione di apposita denuncia d'inizio attività.
L'esecuzione degli impianti, sia di riscaldamento sia di condizionamento, deve tenere in alta considerazione il risparmio energetico, come prescritto dalla Legge 30 marzo 1976, n. 373 - Norme per il contenimento del consumo energetico per usi termici negli edifici (GU n. 148 del 7/6/1976).